# Celso Tolomei
Celso Tolomei (Siena, 8 settembre 1572 – Siena, settembre 1634) è stato un nobile italiano.
La sua notorietà deriva essenzialmente dal testamento che fece redigere nel 1628 per la creazione di un collegio dove potessero studiare le future generazioni, prima di tutto quelle nobiliari della sua città.

## Biografia
Figlio di Fabio e di Maddalena Sulpizia, fu battezzato con il nome di Celso Romolo.
Celso fu uno degli ultimi discendenti dei Tolomei del ramo senese, famiglia di banchieri nobile e potente, risalenti al basso Medioevo, anche se vantavano origini ellenistiche, governanti dell'Egitto dal 323 a.C. fino alla conquista romana.
Ebbe incarichi di prestigio cittadino, come si conveniva alla sua famiglia, ad esempio far parte in vari anni del Concistoro, il massimo organo cittadino, anche se dopo la caduta di Siena nel 1554, ne furono ridotti i poteri da Cosimo I de' Medici.
Non si sposò e non ebbe figli. Figlio unico, dotato di grande cultura, maturò la decisione nel 1628, anche se non si trovava in punto di morte, di prevedere che l'ammontare dei suoi beni fossero destinati alla creazione di un Convitto che consentisse ai giovani la possibilità di studiare secondo una precisa scala di valori: prima di tutto i giovani della sua casata, poi i nobili senesi, poi i rampolli dei borghesi senesi (bottegai, artigiani ecc.), a seguire quelli del Granducato di Toscana e, a seconda dei posti liberi, anche quelli provenienti da fuori che avrebbero dovuto pagare la quota dell'iscrizione raddoppiata.
Il testamento redatto dal notaio Alessandro Rocchigiani si compone di ben 26 capitoli molto dettagliati che prevedevano ogni circostanza del suo lascito incaricando il Monte dei Paschi dell'investimento dei suoi beni. Attento alle necessità delle nuove generazioni, così scrisse in un passo del testamento:
«ho pensato, e resoluto, che li beni, che si lasceranno da me servino per dar luogo, e commodità a’ giovani di questa Città, e Stato, che haveranno voluntà d’esercitarsi nelli Studij delle lettere per apprendere le scienze et operare virtuosamente [...] e a tale effetto, voglio, e lascio, che tutti gli miei beni [...] servino per fondare, et ereggere nella Città di Siena un Collegio, o Seminario, per studio di Gioveni Sanesi, e dello stato, il quale [...] nomino per mio erede universale [...] il quale voglio, e intendo, che sia fondato, et eretto sotto il mio nome»
Il testamento rivestì notevole rilievo anche dopo la sua morte e fu stampato nel 1723, circolando non solo come manoscritto.
Nel testamento si prevedevano donazioni al Santa Maria della Scala, all'Opera del Duomo e alla Congregazione degli Orfani, alla quale lasciò notevoli risorse, e alla sua "badante" Desiata di Lattanzio.
Morì nel 1634 e fu sepolto nella Chiesa di San Cristoforo di fronte alla quale si trova il Palazzo Tolomei nella piazza che porta il nome dei Tolomei. Il Convitto Tolomei fu ufficialmente aperto nell'anno 1676 con 10 studenti, ma già nel 1682 furono 129 gli studenti provenienti anche da fuori Granducato e dall'estero.